# Strigoplus
Strigoplus Simon, 1885 è un genere di ragni appartenente alla famiglia Thomisidae.

## Distribuzione
Le cinque specie note di questo genere sono state rinvenute in Asia meridionale e sudorientale: la specie dall'areale più vasto è la S. albostriatus, reperita in alcune località del Bhutan, della Malaysia e di Giava

## Tassonomia
Non sono stati esaminati esemplari di questo genere dal 2014.
A gennaio 2015, si compone di cinque specie:
- Strigoplus albostriatus Simon, 1885[2] — Bhutan, Malesia, Giava
- Strigoplus bilobus Saha & Raychaudhuri, 2004 — India
- Strigoplus guizhouensis Song, 1990 — Cina
- Strigoplus moluri Patel, 2003 — India
- Strigoplus netravati Tikader, 1963 — India